# Kawasaki ZRX 1100
Kawasaki ZRX 1100 je motocykl kategorie naked bike, vyvinutý firmou Kawasaki, vyráběný v letech 1997 až 2001. Předchůdcem byl Kawasaki Zephyr 1100, nástupcem se stal v roce 2002 model Kawasaki ZRX 1200. Jedno barevné schéma bylo replikou závodní Kawasaki Eddie Lawsona z roku 1982, se kterou má designově podobné znaky, jako trojúhelníkovou zadní kyvnou vidlici, tvar nádrže a celkové vnější rysy. Vyráběl se ve dvou kapotážích, model Kawasaki ZRX 1100R měl typickou hranatou kapotáž světlometu.

## Motor
Řadový, kapalinou chlazený čtyřválec DOHC o zdvihovém objemu 1052 cm³.

## Technické parametry
- Rám: dvojitý kolébkový ocelový
- Suchá hmotnost: 221 kg
- Maximální rychlost: 220 km/h
- Spotřeba paliva: 7,1 l/100 km

## Galerie

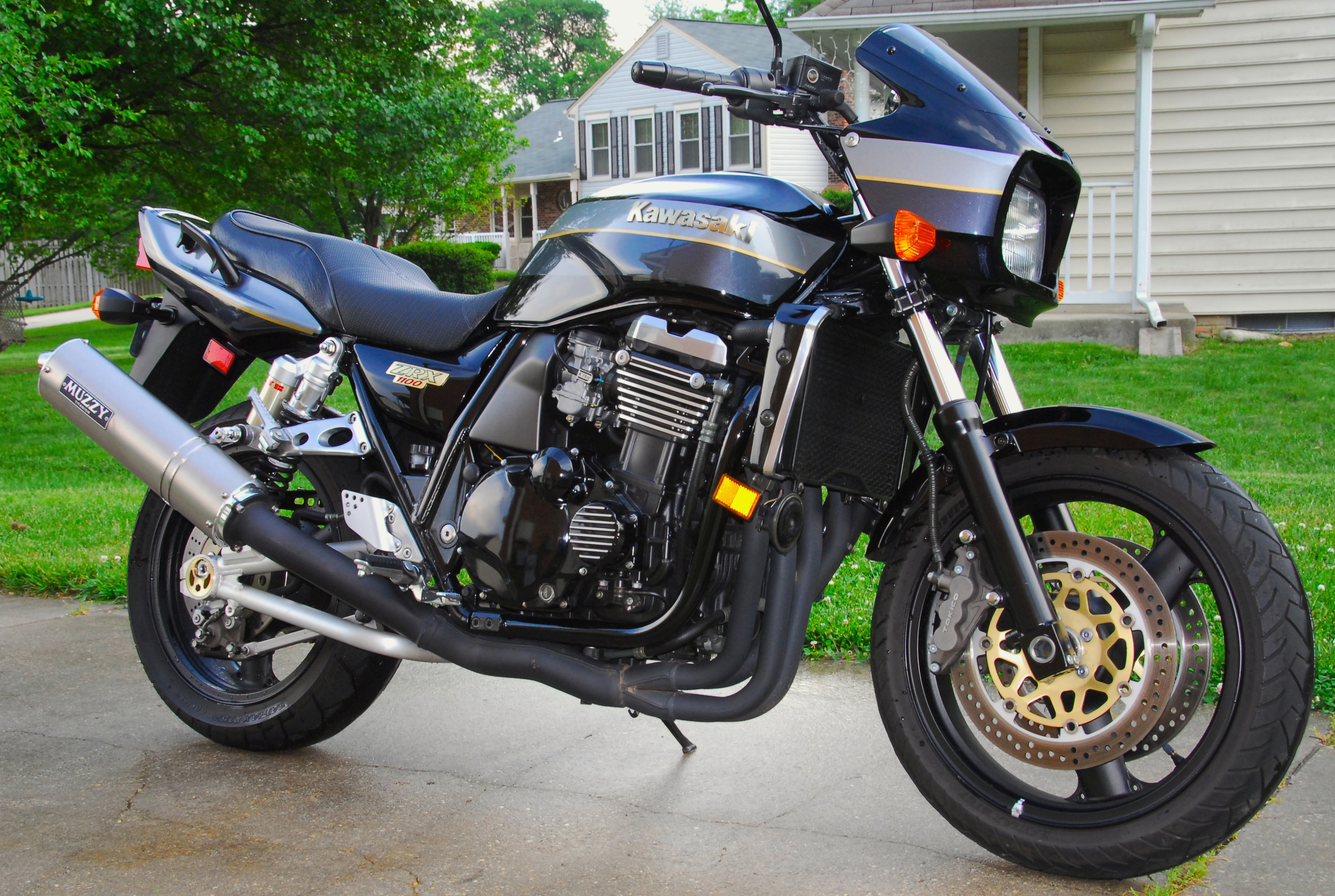
ZRX 1100R
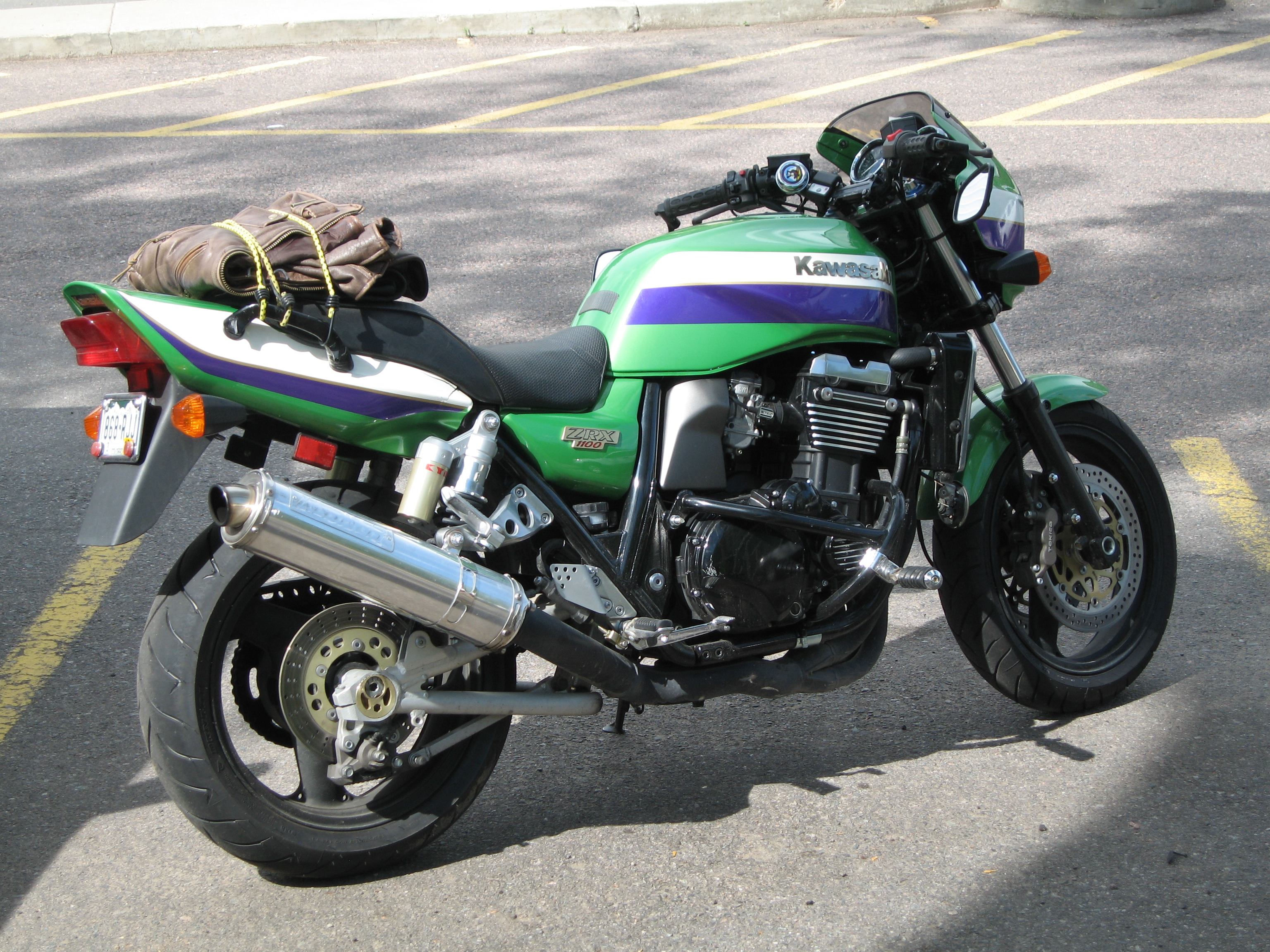
ZRX 1100R – barevné schéma Eddie Lawson
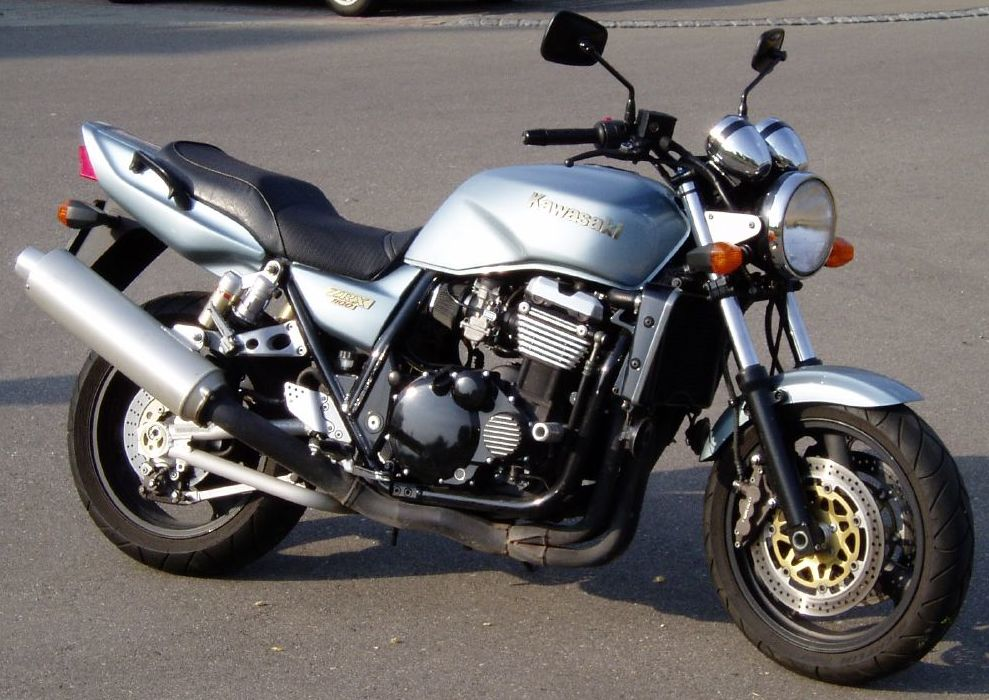
ZRX 1100